# آنسات وسيدات (فلم)
آنسات وسيدات هو فيلم دراما للمخرج كمال صلاح الدين عام 1974. كتب القصة فريد عبد المنعم، ومحمد خليل فرج  وقامت كارولين  بكتابة السيناريو والحوار. الفيلم من بطولة نور الشريف، سهير رمزي، مريم فخر الدين، توفيق الدقن، سمير غانم، ونجوى فؤاد  وتدور الأحداث حول سميرة التي تحب ابن عمها صلاح ولكن بحثها عن الثراء يجعلها تدخل في مغامرة تعصف بحياتها وتفقد حبها.
صدر الفيلم إلى دور العرض المصرية في 29 أبريل 1974.
عرض بدار سينما ريفولي بالقاهرة 
منح موقع قاعدة بيانات الأفلام العربية «السينما.كوم» الفيلم درجة 4.9/ 10.

## القصة
يدير سعيد (السيد زياده) ورشته بأمانة وإخلاص، ويعامل الجميع معاملة طيبة، كما يرعى خديجة (نعيمة الصغير) أرملة أخيه، وابنة أخيه، طالبة الإعدادي، سميرة (سهير رمزي)، المتطلعة لحياة أفضل والتي تحب ابن عمها صلاح (نور الشريف). تدعي خديجة، كذباً، احتياجها للمال، وحيث أن أعمال الورشة متأزمة، يبيع سعيد أشياءه الثمينة ليمد خديجة بالمال الذي تدخره. تضع خديجة ابنتها في طريق صلاح ليتزوجها، ولكن يموت سعيد في حادث سيارة، ويضطر صلاح لترك التعليم ليتولى إدارة الورشة مع العامل المخلص حميدو (سيد زيان) وتحت إشراف والدته (مريم فخر الدين)، كما يتعهد بالانفاق على منزل عمه، ويرفض أن تكتفي سميرة بالشهادة الإعدادية، ويصر على الإنفاق عليها حتى تلتحق بالجامعة. يعاني صلاح من أحوال مادية صعبة، ولهذا تدفع خديجة ابنتها لترك صلاح والبحث عن عريس ثري، وتجد ضالتها في رجل الأعمال ناجي فريد (توفيق الدقن) وصديقه عادل (سمير غانم) وتتفق مع صديقتها ليلى (شاهيناز طه) على الإيقاع بهم في مصيدة الزواج. يتمكن ناجي وعادل من استدراج سميرة وليلى لسهرة حمراء تنتهي في الفراش مع وعد وهمي بالزواج. يلجأ صلاح، وفى نفس الوقت، إلى زوجة عمه لكى تزوّجه من سميرة ولكنها ترفض بحجة أنه لم يكمل تعليمه، بينما ستتخرج سميرة من الجامعة، وتطلب منه، بصفته ولى أمرها، أن يقابل الثري ناجى الذي طلب خطبتها، والذي لم يأتي في الموعد المحدد بعد أن ألقت الشرطة القبض عليه هو وعادل، أثناء تسليم صفقة مخدرات من المعلم زرزور (صلاح نظمي). يرفض الأسطى حميدو زواج أخيه خميس (سعيد صالح) من زميلته بالجامعة رجاء (ليلى نظمي) بحجة أن شقيقتها نانا (نجوى فؤاد) تعمل راقصة، ولكن صلاح يتدخل ويقنع حميدو بالموافقة على الزواج حيث أن نانا سمعتها طيبة، ويتم الزواج. يكتشف صلاح أن نانا تكن له حباً قديماً وتحاول التخفيف عنه بعد فراق ابنة عمه سميرة. تلجأ سميرة للصديقة ميرفت (جليلة محمود) لتصل إلى القوادة فهيمة (سامية محسن) والتي ترسلها للجراح مراد (على عز الدين) لإصلاح غشاء البكارة، ولكنه يرفض ان يشترك في عمل فيه غش لزوج المستقبل. تعرض فهيمة على سميرة أن يفحصها ابن شقيقتها في حجرة منفصلة، ولكن الشرطة تهاجم المكان وتلقي القبض عليهم وعلى سميرة أيضا. يطلب وكيل النيابة تحري المباحث عن سلوك سميرة، والإفراج عن ليلى، وعندما يصل الخبر للست خديجه، تحزن وتفقد بصرها، وتندم على تصرفاتها السابقة، وتتواصل مع حميدو ليأتي بالمحامي (أحمد شوقي) لمساعدة إبنتها. يعرض حميدو الست خديجة على طبيب عيون، ويتزوج من سميرة، ويعلم صلاح ما وصل إليه الحال مع ابنة عمه وخروجها بكفالة، ويقرر الزواج من الراقصة نانا صاحبة القلب الكبير.

## الممثلون
- سهير رمزي: في دور سميرة
- نور الشريف: في دور صلاح سعيد (ابن عم سميرة)
- مريم فخر الدين: في دور أم صلاح
- توفيق الدقن: في دور ناجي فريد (رجل الأعمال وتاجر المخدرات)
- سمير غانم: في دور عادل (صديق ناجي فريد)
- نعيمة الصغير: في دور خديجة (والدة سميرة)
- نجوى فؤاد: في دور نانا (الراقصة)
- سيد زيان: في دور الأسطى حميدو (عامل بورشة عم سعيد)
- سعيد صالح: في دور خميس (شقيق حميدو)
- شاهيناز: في دور ليلى (صديقة سميرة)
- ليلى نظمي: في دور رجاء (زميلة خميس في الجامعة)
- صلاح نظمي: في دور المعلم زرزور (تاجر المخدرات)
- محمد أحمد المصري: في دور الأسطى خليل (عميل ورشة عم سعيد)
- أديب الطرابلسي: في دور الخواجة عزيز (الجواهرجي)
- السيد زيادة: في دور سعيد (والد صلاح وعم سهير رمزي)[11][14]
- خديجة محمود: في دور كريمة
- وسيلة حسين: في دور ثناء الجندي
- سامية محسن: في دور فهيمة
- أحمد شوقي: في دور المحامي
- جليلة محمود: في دور ميرفت
- فيفيان صلاح الدين (طفلة)
- فؤاد دسوقى
- بديع صليب
- عادل الشناوي
- عفاف وجدي
- فاروق علي
- حسان اليماني[15][6]

## أغاني الفيلم
أغنية الريف 
كلمات: عبدالوهاب محمد – ألحان: حلمي بكر – غناء: ليلى نظمي
أغنية الحنطور/ كرباج ورا يا اسطى 
كلمات: فتحي قورة – ألحان: حلمي بكر – غناء: ليلى نظمي
حبك هزني 
كلمات: عبد الوهاب محمد – ألحان: حلمي بكر – غناء: ليلى نظمي 
انا خلقة ربنا 
ليلى نظمي مع سيد زيان 

## وصلات خارجية
- مقالات تستعمل روابط فنية بلا صلة مع ويكي بيانات